# フロッセンビュルク強制収容所
座標: 北緯49度44分08秒 東経12度21分21秒 / 北緯49.73556度 東経12.35583度

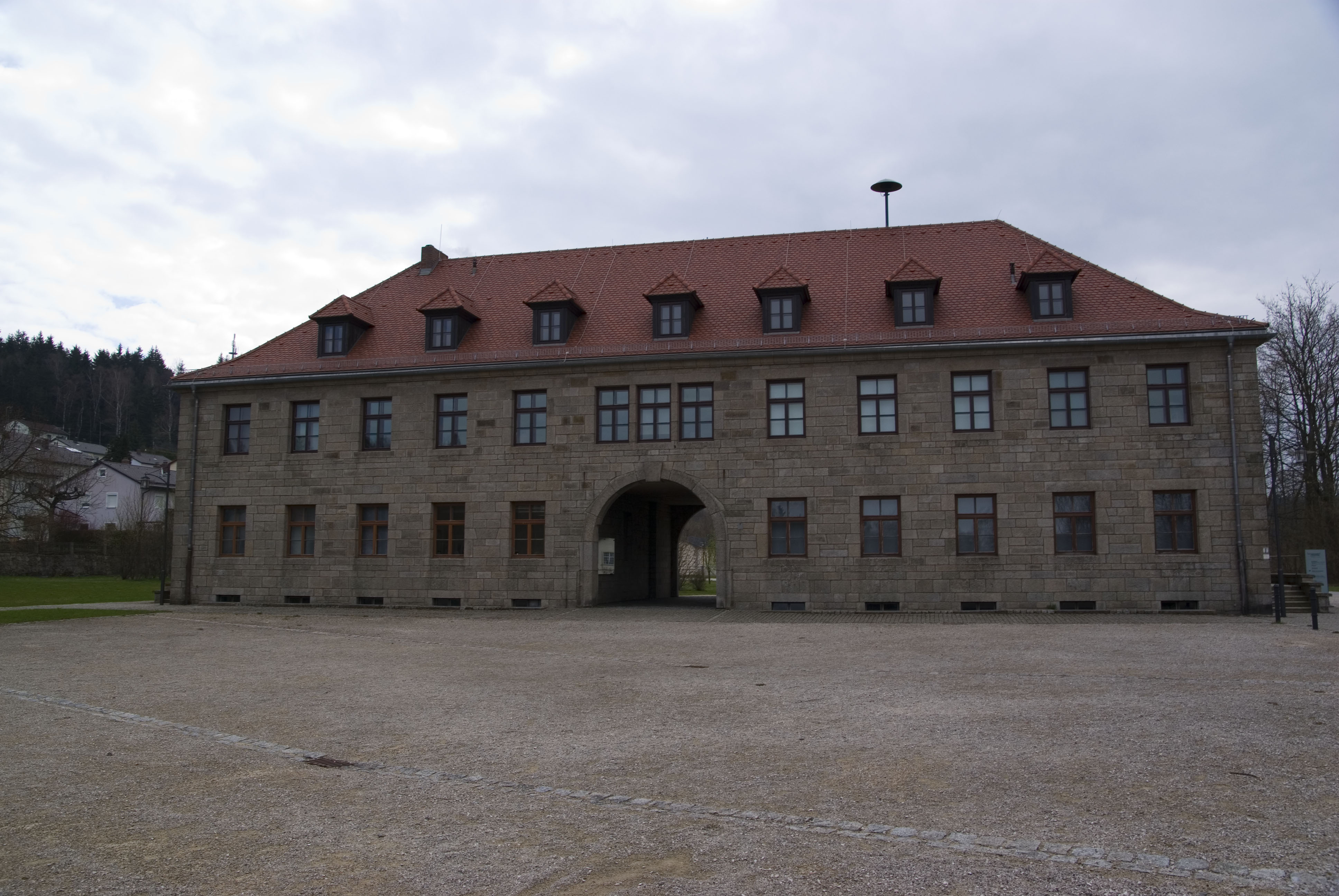
現在のフロッセンビュルク強制収容所

フロッセンビュルク強制収容所（KZ Flossenbürg）は、ナチス・ドイツの強制収容所の一つ。ドイツ、バイエルン州・オーバープファルツ地域のフロッセンビュルク(現ノイシュタット・アン・デア・ヴァルトナープ郡)の近くに存在した。

## 概要
フロッセンビュルク村は人口約1200人。上バイエルンに属し、ニュルンベルクの北東120キロ、ミュンヘンの北250キロ、チェコスロヴァキア国境から5キロのところに位置し、冬は寒さがかなり厳しい。この地域に強制収容所が設置されたのは、同地域から産出される花崗岩の採掘に囚人を動員して強制労働にあたらせるためであった。
1938年5月8日、ダッハウ強制収容所から最初の囚人100人余りが到着。続いてブーヘンヴァルト強制収容所やザクセンハウゼン強制収容所など、各地の収容所から続々と囚人たちが送り込まれ、同年12月末には囚人の数は1500人に達した。
ナチス・ドイツの総統アドルフ・ヒトラーやそのお抱え建築家アルベルト・シュペーアは、ベルリンをはじめとするドイツ大都市再整備計画や、次のニュルンベルク党大会での荘厳な建築物の建設などを計画していたので、少しでも多くの石材を必要としていた。そこでハインリヒ・ヒムラーはここの花崗岩採掘作業場を親衛隊企業「DEST」で買い上げさせ、囚人による強制労働を開始させたのである。
しかし間もなく第二次世界大戦が始まり、収容所内の労働も次第に戦争経済への奉仕が第一となり、1943年以降、花崗岩採掘は副次的産業と化しており、メッサーシュミット社をはじめ、各種軍需工場での労働が中心となっていった。
1944年7月20日のヒトラー暗殺計画に関与したヴィルヘルム・カナリス提督、ハンス・オスター将軍、ディートリヒ・ボンヘッファー、フリードリヒ・フォン・ラーベナウ（de:Friedrich von Rabenau）大将らは、それまで収監されていたベルリンのゲシュタポ本部や刑務所などが連合軍の空爆で被災した後、1945年2月上旬にこの収容所へ移送された。そして同年4月8日、同収容所内で彼らに対する軍事法廷が開かれ、所長のマックス・ケーゲルも、その法廷で裁判官を務めていた。カナリスら７人は反逆罪で死刑判決を受け、翌4月9日早朝、収容所内の中庭で処刑された。
1945年4月中旬になると、この収容所からの撤収が開始され、囚人たちはダッハウ強制収容所へ移送されることになった。彼らは徒歩で移動させられ（死の行進）、その移動中約7,000人が死亡した。徒歩での移動のため、移動する速度は遅く、ほとんどの囚人たちはダッハウに到着する前にアメリカ軍に保護されている。同年4月23日、アメリカ軍第90歩兵師団538連隊によってフロッセンビュルク強制収容所は解放された。

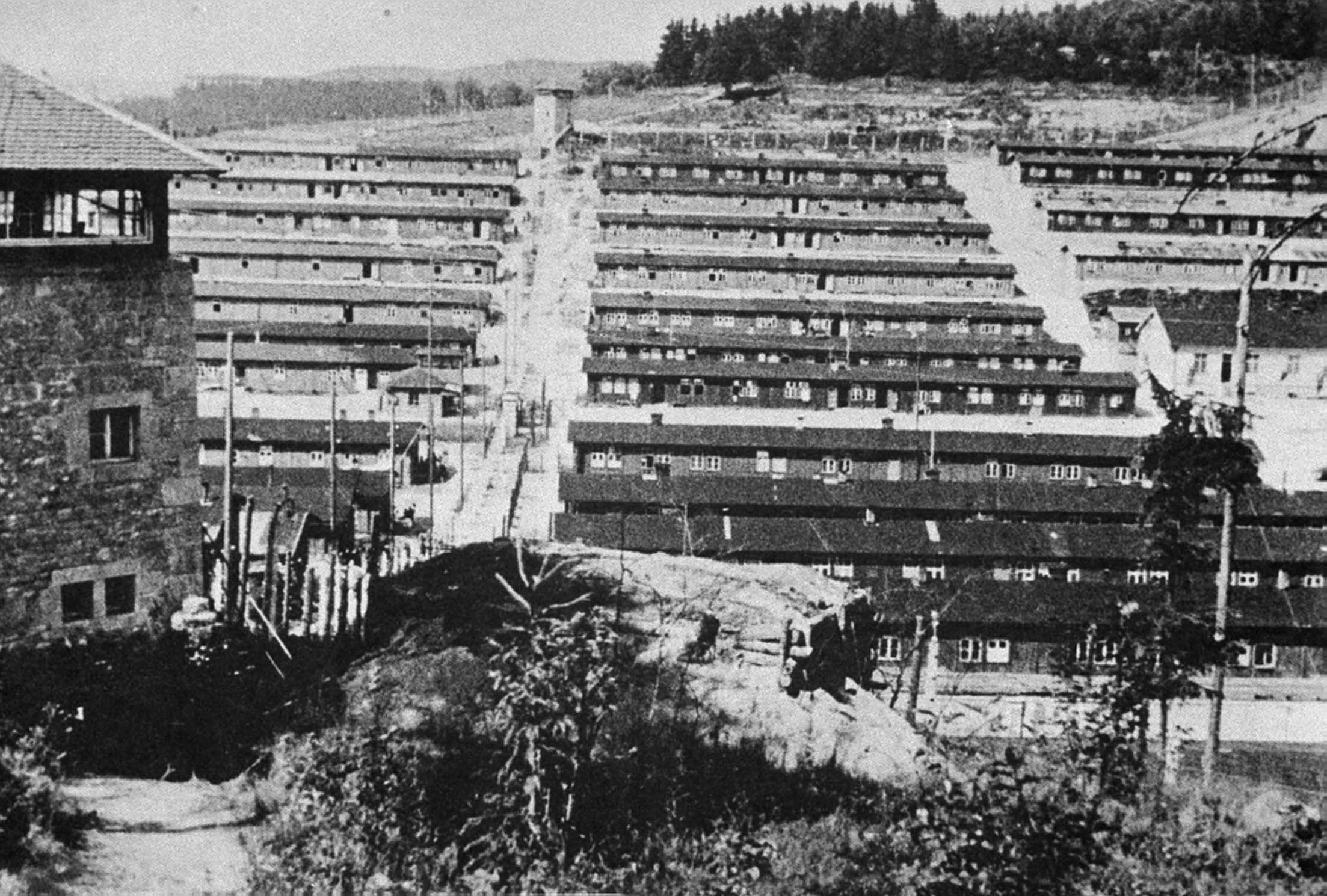

## 収容所
- 正門にはナチスの強制収容所お約束のスローガン"Arbeit macht frei"（「働けば自由になる」）がついていた。
- 所長はヤーコプ・ヴァイゼボルン(de:Jakob Weiseborn)、カール・キュンストラー(de:Karl Künstler (SS-Mitglied))、エーゴン・ツィル(de:Egon Zill)、マックス・ケーゲルが務めた。歴代所長の補佐役はハンス・アウマイヤー(de:Hans Aumeier)、ついでカール・フリッチュ（de:Karl Fritzsch）が務めた。両名ともアウシュヴィッツで勤務していた経歴がある大量殺戮者であった。